# Californication (album)
Californication è il settimo album del gruppo musicale statunitense Red Hot Chili Peppers, pubblicato l'8 giugno 1999 dalla Warner Bros. Records e prodotto da Rick Rubin. L'album segna il ritorno di John Frusciante, precedentemente comparso in Mother's Milk e Blood Sugar Sex Magik, che sostituisce Dave Navarro alla chitarra. Il ritorno di Frusciante coincide col cambiamento totale del sound del gruppo, segnando un notevole discostamento dallo stile del materiale registrato con Navarro. Fra i temi dell'album, oltre all'erotismo tipico della band, sono presenti anche l'avidità, la morte, il suicidio, la California e il viaggio.
Californication rappresenta il maggior successo commerciale del gruppo, con oltre 15 milioni di copie vendute in tutto il mondo, di cui più di 7 milioni solo negli Stati Uniti, e nel 2002 contava più di 4 milioni di copie vendute in Europa. Dall'album furono estratti diversi singoli di successo, fra cui Otherside, Californication e Scar Tissue, quest'ultimo vincitore del Grammy  Award. Californication ha raggiunto la terza posizione della Billboard 200. L'album ha segnato un cambiamento significativo nello stile del gruppo: secondo Greg Tate di Rolling Stone «mentre tutti i precedenti lavori dei Chili Peppers erano molto vivaci, Californication si permette di essere spirituale ed evocativo.»
Al 2024 Californication rappresenta il disco più suonato dal vivo dalla band, con ben 3900 canzoni eseguite.

## Antefatti

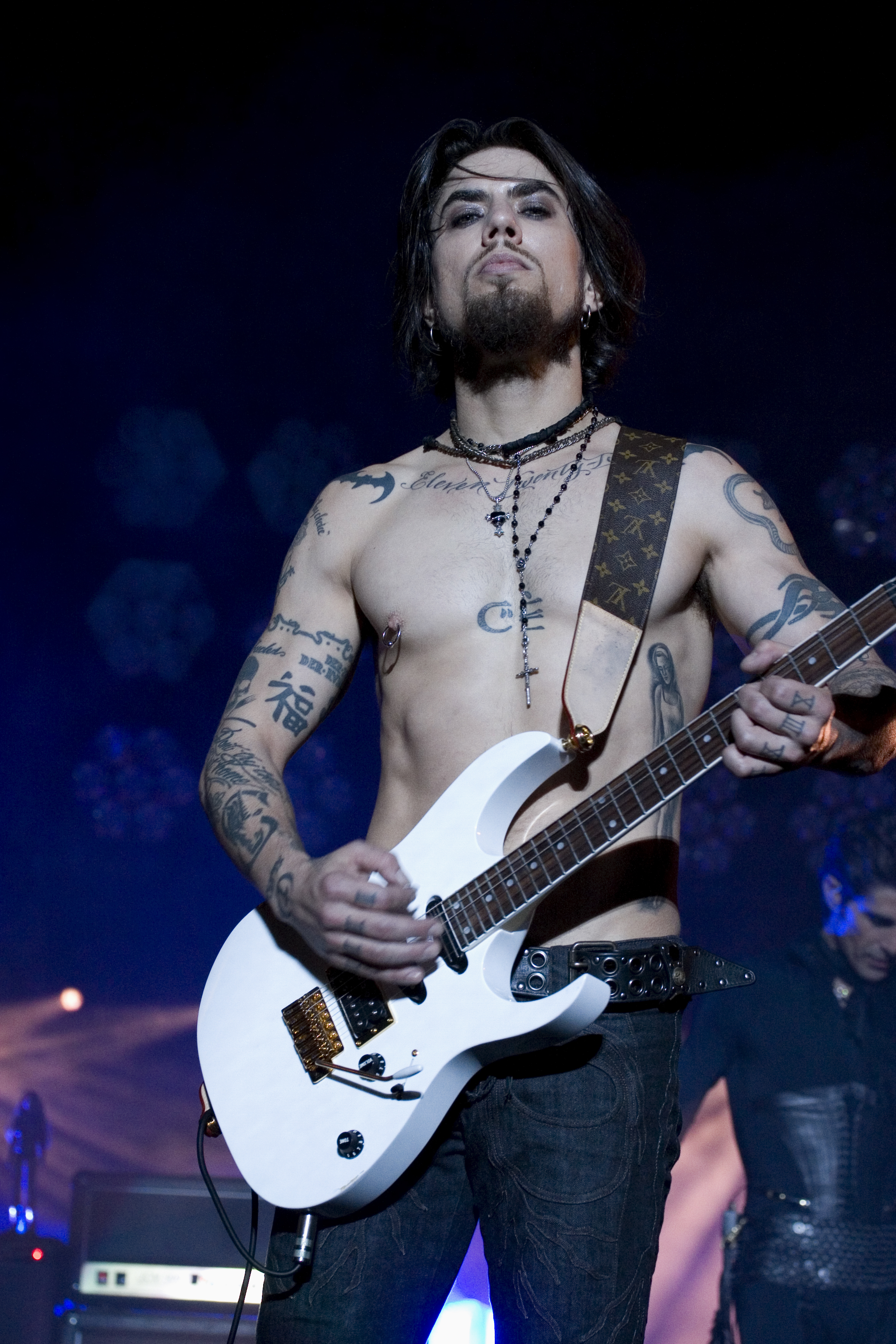
Dave Navarro sostituì John Frusciante dopo la sua uscita dal gruppo

Il chitarrista John Frusciante lasciò il gruppo durante il tour del 1992, relativo all'acclamato Blood Sugar Sex Magik. La band impiegò più di un anno per trovare un nuovo chitarrista con cui entrare ufficialmente in studio. Dave Navarro, membro dei Jane's Addiction, fu invitato ad entrare nei Red Hot, dopo il licenziamento di Arik Marshall, che aveva completato le date mancanti del tour di Blood Sugar Sex Magik. Navarro influenzò il sound dell'album conseguente, One Hot Minute, aggiungendo elementi derivanti dall'heavy metal e dal rock psichedelico, un qualcosa per il quale i Chili Peppers non erano noti. One Hot Minute ebbe un discreto successo commerciale, vendendo circa 5 milioni di copie (meno della metà rispetto al suo predecessore). La critica stroncò peraltro il disco, giudicandolo debole e sfocato. Due anni dopo l'uscita di One Hot Minute, Dave Navarro venne licenziato a causa di divergenze con il resto della band.
Negli anni seguenti alla sua uscita dai Red Hot, Frusciante sviluppò una forte dipendenza sia da eroina che da cocaina che lo portò alla povertà e vicino alla morte. Gli amici lo convinsero ad entrare in riabilitazione nel 1998. Nell'aprile 1998, in seguito al completamento dei tre mesi della riabilitazione di Frusciante, Flea fece visita al suo vecchio compagno e lo invitò apertamente a riunirsi al gruppo, e Frusciante accettò subito. Durante la stessa settimana, e per la prima volta dopo sei anni, il quartetto si radunò ed iniziò a suonare con la formazione storica nuovamente unita.

## Scrittura e composizione

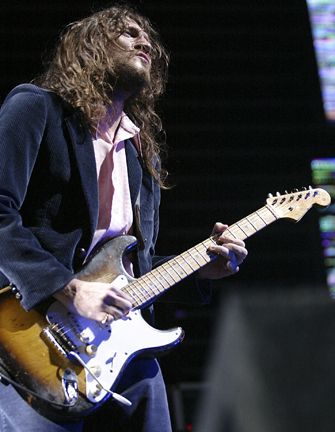
John Frusciante rientrò nel gruppo su proposta di Flea

Gran parte dell'album venne scritta nelle case dei membri della band nell'estate 1998. Kiedis e Frusciante trascorsero molto spesso intere giornate assieme discutendo sulla creazione delle canzoni, sui riff di chitarra e sul contenuto lirico. Le parti di basso e percussioni vennero costruite attraverso jam session e il lavoro individuale di Flea e Chad Smith.
I testi di Californication derivarono da Kiedis, dalle sue idee, prospettive e percezioni sulla vita e il suo significato. Porcelain è il risultato dell'incontro di Kiedis con una giovane madre al YMCA, che stava cercando di combattere contro il suo alcolismo mentre viveva con la piccola figlia. Il sarcasmo era un concetto che Kiedis aveva affrontato in passato, e alla fine scrisse una canzone al riguardo. Fu ispirato dal vecchio compagno Dave Navarro, che considerava il "re del sarcasmo". Frusciante approcciò la linea di chitarra presente in Scar Tissue come tentativo di utilizzare due note suonate lontane fra loro, ma che producono un "ritmo cool". Egli affinò la sua tecnica nel suo album solista del 1994, Niandra LaDes and Usually Just a T-Shirt. Frusciante considera Scar Tissue come «un semplicissimo esempio di tecnica, ma penso sia uno stile che suona come me.» Il chitarrista fece uso della slide guitar per gli assoli del brano. La canzone Emit Remmus, che sarebbe "summer time" al contrario, fu ispirata dalla breve relazione di Anthony Kiedis con la cantante Melanie C delle Spice Girls.
Get on Top, brano che vede un massiccio uso del pedale wah wah, nacque dopo una jam session svoltasi poco dopo che Frusciante ebbe ascoltato i Public Enemy: «me ne venni con [il ritmo della canzone] sulla strada per le prove - solamente battendo il ritmo col piede.» Il mite assolo nella parte centrale del brano fu inizialmente pensato come più notevole, stando a Frusciante, che stava suonando potenti assoli. Cambiò idea dopo avere ascoltato l'assolo di Steve Howe nel brano Siberian Khatru degli Yes: «il gruppo suonava in modo grandioso - e stanno suonando molto velocemente - e poi viene fuori questo assolo pulito. È bellissimo, come se fosse su un palco tutto suo. Per Get on Top volli suonare qualcosa che stesse a metà fra l'assolo e l'accompagnamento.» Savior, canzone che si trova verso la fine dell'album, è caratterizzata da pesanti effetti, in particolare un Electro-Harmonix Micro Synth con un delay di 16 secondi. Frusciante afferma che il sound è «ispirato direttamente dal modo di suonare di Eric Clapton nei Cream. Se ascolti le note effettive, sembrano quelle di un assolo di Clapton - non suonano come tale per via degli effetti.»
La hit Around the World, che rimanda alle vecchie sonorità funk e rap rock del gruppo, venne strutturata da Frusciante a casa sua. Il ritmo ed il beat - tuttavia - sono complessi; questo gli richiese di suonare il brano col resto del gruppo piuttosto che da solo, per permettere agli altri di capirlo. Il lick di basso venne composto in «probabilmente 15 minuti», stando a Frusciante: «Flea è il migliore bassista al mondo. Il suo senso del tempo ed il suo modo di pensare sono folli.» La title track fu una delle più difficili da completare. Frusciante si sentì costretto a scrivere una parte di chitarra appropriata all'intenso testo, ma gli fu difficoltoso. La canzone progredì appena, e fu sul punto di essere scartata se non fosse stato per l'urgenza di Kiedis di includerla nel disco. Frusciante completò il riff finale appena due giorni prima delle registrazioni, dopo avere tratto ispirazione dalla suite Carnage Visors dei The Cure. La title track venne immaginata come rappresentazione dello stile di vita californiano e, più specificamente, la "finta" natura che è associata a gran parte di Hollywood. Viene menzionato Kurt Cobain dei Nirvana e utilizza molte immagini per catturare la natura evocativa della California.

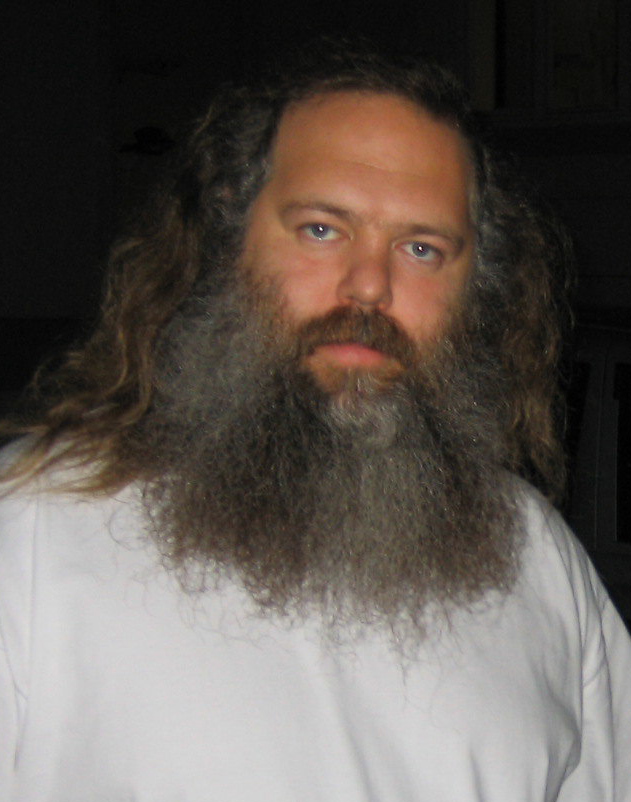
Rick Rubin venne nuovamente scelto come produttore

L'album rappresenta un cambio di stile per i Chili Peppers, specialmente se paragonato al suo predecessore, One Hot Minute, che combina vari elementi heavy metal e di rock psichedelico. Benché Californication contenga ancora canzoni funk rock (Around the World, Get on Top, I Like Dirt, Purple Stain, Right on Time), si approccia verso riff più melodici (per esempio, Scar Tissue e Otherside) e si focalizza su canzoni che prediligono la struttura piuttosto che le jam session.

## Promozione e pubblicazione
Rick Rubin produsse i loro precedenti due album. Nonostante ciò, i Red Hot decisero di cercare un altro produttore per Californication. David Bowie mostrò grande interesse nel lavorare con la band e chiese loro di produrre il disco; tuttavia, il gruppo scelse di rimanere ancora con Rubin per Californication. Rubin, in passato, concedette ai Red Hot libertà creativa per registrare il proprio materiale; questo era un qualcosa che la band ritenne necessario per rendere l'album unico, e poteva verificarsi solo con il suo ritorno. Le registrazioni si tennero presso i Cello Studios di Los Angeles. All'inizio del 1999, durante le fasi di registrazione, la band suonò Californication, Otherside e Scar Tissue ai loro manager, e fu deciso che quest'ultima sarebbe stato il singolo principale dell'album. Per supportare la formazione riunita, la band suonò in vari balli di fine anno in tutto il paese per promuovere Californication. Nacque una gara, che chiamò gli studenti delle scuole superiori a scrivere dei saggi su «come loro renderebbero le proprie scuole migliori, più sicure, più felici, più rock, così da non avere più paura di andare a scuola. Se scrivi il saggio, vinci un biglietto gratis per lo show.»
Californication venne pubblicato l'8 giugno 1999, debuttando alla posizione numero 5 ma arrivando fino alla numero 3 della Billboard 200. In Europa, arrivò alla posizione numero 5 della Official Albums Chart e al primo posto nella classifica finlandese, italiana, norvegese, spagnola e svedese. Venne certificato disco d'oro solo un mese dopo la sua uscita, il 22 luglio 1999, e le sue continue vendite gli consentirono di venire certificato cinque volte disco di platino. Nel marzo 2006, gli album dei Red Hot Chili Peppers vennero resi disponibili per il download digitale sull'iTunes Store. Gli album comprati lì includevano nuove tracce precedentemente inedite (Fat Dance, Over Funk e Quixoticelixer). In Germania, fu il loro album più venduto, rimanendo in classifica per ben 114 settimane (più di due anni) e vendendo più di 750 000 copie, venendo certificato 3 volte disco d'oro. In Italia raggiunse il primo posto della Classifica FIMI Album e arrivò a vendere oltre 700 000 copie in meno di due anni.

## Accoglienza
| Recensione             | Giudizio |
| ---------------------- | -------- |
| AllMusic               |          |
| Robert Christgau       | *        |
| Entertainment Weekly   | B+       |
| Los Angeles Daily News |          |
| NME                    | 6/10     |
| Pitchfork              | 6.8/10   |
| Q                      |          |
| Rolling Stone          |          |

Californication ricevette critiche positive in confronto al suo meno fortunato predecessore, One Hot Minute, ed ebbe un maggiore successo mondiale. Rolling Stone menzionò Kiedis per il suo drastico miglioramento vocale: «[le sue] corde vocali sembrano avere superato un incrocio e la riabilitazione, ritornando con un range mai sentito prima d'ora, intonazione, emotività e sensibilità melodica.» Canzoni come Otherside e Porcelain vennero paragonate allo stile dei The Smashing Pumpkins, mentre l'album nel suo complesso venne definito «suggestivo» e «i figli di puttana RHCP si stanno muovendo verso il Sacro Graal del funk: quel piccante matrimonio della mitologia esoterica e l'insaziabile musicalità che salva le anime, unisce le comunità e cura i malati.» Altri critici attribuirono il successo dell'album al ritorno di John Frusciante. Greg Prato di AllMusic disse che «la ragione ovvia per la rinascita [del gruppo] è la ricomparsa di John Frusciante», considerandolo la «quintessenza del chitarrista per i RHCP». L'album nel suo complesso venne definito «un autentico classico dei Chili Peppers». Anche Entertainment Weekly attribuì a Frusciante la trasformazione del sound della band in «più rilassato, meno stridente, e, a modo loro, più introspettivo come mai prima.» Mark Woodlief di Ray Gun commentò che «This Velvet Glove azzecca un complesso bilanciamento fra l'accompagnamento acoustico e il rock da inno», continuando con «l'intro 'disco' di Parallel Universe sfocia in un rovente e vertiginoso motivo Western nel ritornello, e le escursioni di Frusciante in stile Hendrix alla fine del brano.»
Mentre molti critici trovarono fresco il nuovo sound del gruppo, NME criticò i Red Hot Chili Peppers per avere utilizzato raramente il loro marchio di fabbrica funk, chiedendo: «Potremmo ora riavere indietro i nostri animali funk rock, senza cervello e vestiti a metà, per favore? Tutta questa finta empatia sta iniziando a farmi formicolare i nervi.» Pitchfork, che considerò l'album un trionfo rispetto One Hot Minute, sentì che Californication mancava del funk invece sempre presente in Blood Sugar Sex Magik. Alcuni testi vennero giudicati troppo sessuali, mentre Frusciante venne definito «il miglior chitarrista di alto livello di questo momento».
Col passare degli anni, Californication ha mantenuto la sua popolarità. Scar Tissue vinse il Grammy Award alla miglior canzone rock nel 2000. Nel 2003 l'album venne messo alla posizione 399 nella classifica dei 500 migliori album secondo Rolling Stone e, nel 2006, i Red Hot registrarono una playlist di cinque brani per AOL Sessions, che includeva Scar Tissue e Californication. L'album vanta un buon numero di hit per I Red Hot Chili Peppers; cinque canzoni su sedici nel loro Greatest Hits provengono da Californication.

### Problemi di qualità sonora
L'album venne molto criticato per quella che Tim Anderson del The Guardian chiamò «eccessiva compressione e distorsione» nel processo di masterizzazione digitale. Stylous Magazine lo etichettò come una delle vittime della loudness war, commentando che esso soffriva talmente tanto di clipping digitale che «perfino i consumatori non audiofili se ne lamentarono». Una versione con un mastering alternativo e con differenti tracklist e mixaggio, probabilmente un candidato pre-pubblicazione, circolò su Internet.

## Tour promozionale
Immediatamente in seguito all'uscita di Californication, la band partì per un tour mondiale di supporto, iniziando dagli Stati Uniti. Per culminare la leg americana del loro tour, ai Red Hot venne chiesto di chiudere Woodstock 1999, cosa che divenne tristemente famosa per la violenza che ne risultò. Poco prima del suo arrivo il gruppo venne informato che la folla e gli incendi nell'area erano ormai fuori controllo. Mentre i Red Hot stavano suonando il brano Fire di Jimi Hendrix, per finire la propria scaletta e come tributo alla sorella di Hendrix, lo scompiglio sfociò in violenza quando alcune donne, che stavano facendo surf sulla folla e moshing, vennero violentate e una proprietà lì vicino venne saccheggiata e distrutta. Kiedis sentì che «era chiaro che questa situazione non avesse niente a che fare con Woodstock in alcun modo. Non rappresentava pace e amore, ma avidità e guadagno... Ci svegliammo con i giornali e le radio che ci stavano demonizzando per avere suonato Fire.»
Per dare inizio al tour europeo, la band tenne uno show gratuito alla Piazza Rossa di Mosca, il 14 agosto 1999, davanti ad un pubblico di 200.000 persone. Kiedis ricordò la situazione: «Piazza Rossa era così piena di russi attorno alle mura che avemmo bisogno di farci scortare dalla polizia per arrivare sul palco.» Dopo la leg europea, la band tenne uno show a New York, al Windows on the World, per i vincitori del contest di KROQ-fm, e poi al Big Day Out in Australia, dopo alcune date giapponesi. Flea, tuttavia, cominciò a sentire le ripercussioni fisiche del tour, cosa che costrinse la band a tenere concerti meno energici, cosa che a sua volta portò al gruppo meno guadagno finanziario. Questi show avrebbero terminato il Californication Tour. Fra gli ultimi spettacoli prima dell'uscita dell'album successivo, By the Way, il gruppò suonò al Rock in Rio 3.

## Tracce
Testi e musiche di Anthony Kiedis, Flea, John Frusciante e Chad Smith.
1. Around the World – 3:58
2. Parallel Universe – 4:30
3. Scar Tissue – 3:37
4. Otherside – 4:15
5. Get on Top – 3:18
6. Californication – 5:21
7. Easily – 3:51
8. Porcelain – 2:43
9. Emit Remmus – 4:00
10. I Like Dirt – 2:37
11. This Velvet Glove – 3:45
12. Savior – 4:52
13. Purple Stain – 4:13
14. Right on Time – 1:52
15. Road Trippin' – 3:25

Tracce bonus nell'edizione giapponese
1. Gong Li – 3:43

Tracce bonus nell'edizione di iTunes
1. Fat Dance – 3:40
2. Over Funk – 2:58
3. Quixoticelixer – 4:48

Disco bonus nell'edizione australiana
1. Gong Li – 3:43
2. How Strong – 4:42
3. Instrumental #2 – 2:43

## Formazione

### Gruppo
- Anthony Kiedis – voce
- John Frusciante – chitarra elettrica e acustica, tastiere, cori
- Flea – basso, cori; basso acustico (traccia 15)
- Chad Smith – batteria, percussioni

### Altri musicisti
- Greg Kurstin – tastiere
- Patrick Warren – organo

## Classifiche

### Classifiche settimanali
| Classifica (1999-22) | Posizione massima |
| -------------------- | ----------------- |
| Australia            | 1                 |
| Austria              | 2                 |
| Belgio (Fiandre)     | 6                 |
| Belgio (Vallonia)    | 13                |
| Canada               | 4                 |
| Finlandia            | 1                 |
| Francia              | 2                 |
| Germania             | 2                 |
| Irlanda              | 4                 |
| Italia               | 7                 |
| Norvegia             | 1                 |
| Nuova Zelanda        | 1                 |
| Paesi Bassi          | 2                 |
| Polonia              | 22                |
| Portogallo           | 6                 |
| Regno Unito          | 5                 |
| Spagna               | 68                |
| Stati Uniti          | 3                 |
| Svezia               | 1                 |
| Svizzera             | 3                 |
| Ungheria             | 14                |

### Classifiche di fine anno
| Classifica (1999) | Posizione |
| ----------------- | --------- |
| Australia         | 9         |
| Austria           | 13        |
| Belgio (Fiandre)  | 32        |
| Belgio (Vallonia) | 55        |
| Francia           | 47        |
| Germania          | 18        |
| Italia            | 6         |
| Nuova Zelanda     | 22        |
| Paesi Bassi       | 17        |
| Regno Unito       | 59        |
| Stati Uniti       | 36        |
| Svizzera          | 20        |
| Classifica (2000) | Posizione |
| Australia         | 6         |
| Austria           | 7         |
| Belgio (Fiandre)  | 20        |
| Belgio (Vallonia) | 38        |
| Francia           | 55        |
| Germania          | 6         |
| Italia            | 19        |
| Nuova Zelanda     | 3         |
| Paesi Bassi       | 6         |
| Regno Unito       | 40        |
| Stati Uniti       | 24        |
| Svizzera          | 13        |
| Classifica (2000) | Posizione |
| Australia         | 84        |
| Austria           | 72        |
| Belgio (Fiandre)  | 86        |
| Belgio (Vallonia) | 88        |
| Classifica (2020) | Posizione |
| Belgio (Fiandre)  | 174       |
| Classifica (2021) | Posizione |
| Belgio (Fiandre)  | 168       |
| Classifica (2022) | Posizione |
| Belgio (Fiandre)  | 97        |
| Belgio (Vallonia) | 141       |
| Classifica (2023) | Posizione |
| Portogallo        | 13        |
| Ungheria          | 76        |
| Classifica (2024) | Posizione |
| Portogallo        | 43        |

## Posizioni in classifica dei singoli
| Anno | Singolo           | Posizione massima | Posizione massima | Posizione massima | Posizione massima | Posizione massima | Posizione massima | Posizione massima | Posizione massima | Posizione massima | Posizione massima | Posizione massima |
| Anno | Singolo           | US                | US Alt            | US Main           | UK                | CAN               | CAN Alt           | SWE               | NZ                | FR                | SWI               | ITA               |
| ---- | ----------------- | ----------------- | ----------------- | ----------------- | ----------------- | ----------------- | ----------------- | ----------------- | ----------------- | ----------------- | ----------------- | ----------------- |
| 1999 | Scar Tissue       | 9                 | 1                 | 1                 | 5                 | 4                 | 1                 | —                 | 3                 | 66                | —                 | 10                |
| 1999 | Around the World  | 108               | 7                 | 16                | 15                | —                 | 18                | —                 | 35                | —                 | —                 | 30                |
| 2000 | Otherside         | 14                | 1                 | 2                 | 13                | 32                | 1                 | 19                | 5                 | —                 | 65                | 17                |
| 2000 | Californication   | 69                | 1                 | 1                 | 16                | 59                | 1                 | 37                | 8                 | —                 | —                 | 19                |
| 2000 | Parallel Universe | —                 | 37                | 29                | —                 | —                 | —                 | —                 | —                 | —                 | —                 | —                 |
| 2000 | Road Trippin'     | —                 | —                 | —                 | 30                | —                 | —                 | —                 | 44                | —                 | 91                | 21                |